# La Vanguardia (Buenos Aires)
La Vanguardia es un pequeño paraje rural ubicado en el extremo norte del Partido de Pergamino, Provincia de Buenos Aires, Argentina. Se ubica entre las localidades de Pearson y El Socorro, cerca de los límites con el Partido de Colón y la Provincia de Santa Fe. Diferentes caminos de tierra la comunican con la RN 178 y de allí a la ciudad de Pergamino.

## Población
Durante los censos nacionales del INDEC de 2001 y 2010 fue considerada como población rural dispersa.

## Educación
- Escuela rural de La Vanguardia